# Józef Kwiatkowski (duchowny)
Józef Kwiatkowski (ur. 18 września 1933 w Topólnie, zm. 29 grudnia 2016) – polski duchowny rzymskokatolicki, prałat, Honorowy Obywatel Miasta Sochaczewa.

## Życiorys
Wychował się w Gąbinie gdzie ukończył szkołę podstawową oraz liceum po ukończeniu którego wstąpił do Wyższego Metropolitalnego Seminarium w Warszawie. Święcenia kapłańskie otrzymał 1 sierpnia 1957 z rąk kardynała Stefana Wyszyńskiego. Posługę duszpasterską sprawował między innymi w parafiach w Stanisławowie, Łowiczu, Markach i Warszawie. Od 1981 był proboszczem Parafii Matki Bożej Nieustającej Pomocy w Sochaczewie gdzie doprowadził do budowy kościoła parafialnego konsekrowanego w 2003. Był Kapelanem Jego Świątobliwości i kanonikiem Katedralnej Kapituły Łowickiej. Po przejściu na emeryturę w 2009 rezydował przy Parafia św. Wawrzyńca w Sochaczewie. Uchwałą Rady Miasta z 16 maja 2012 został wyróżniony tytułem  Honorowego Obywatela Miasta Sochaczewa. Zmarł 29 grudnia 2016 i w styczniu 2017 został pochowany w rodzinnym Gąbinie.